# Begoña Vargas

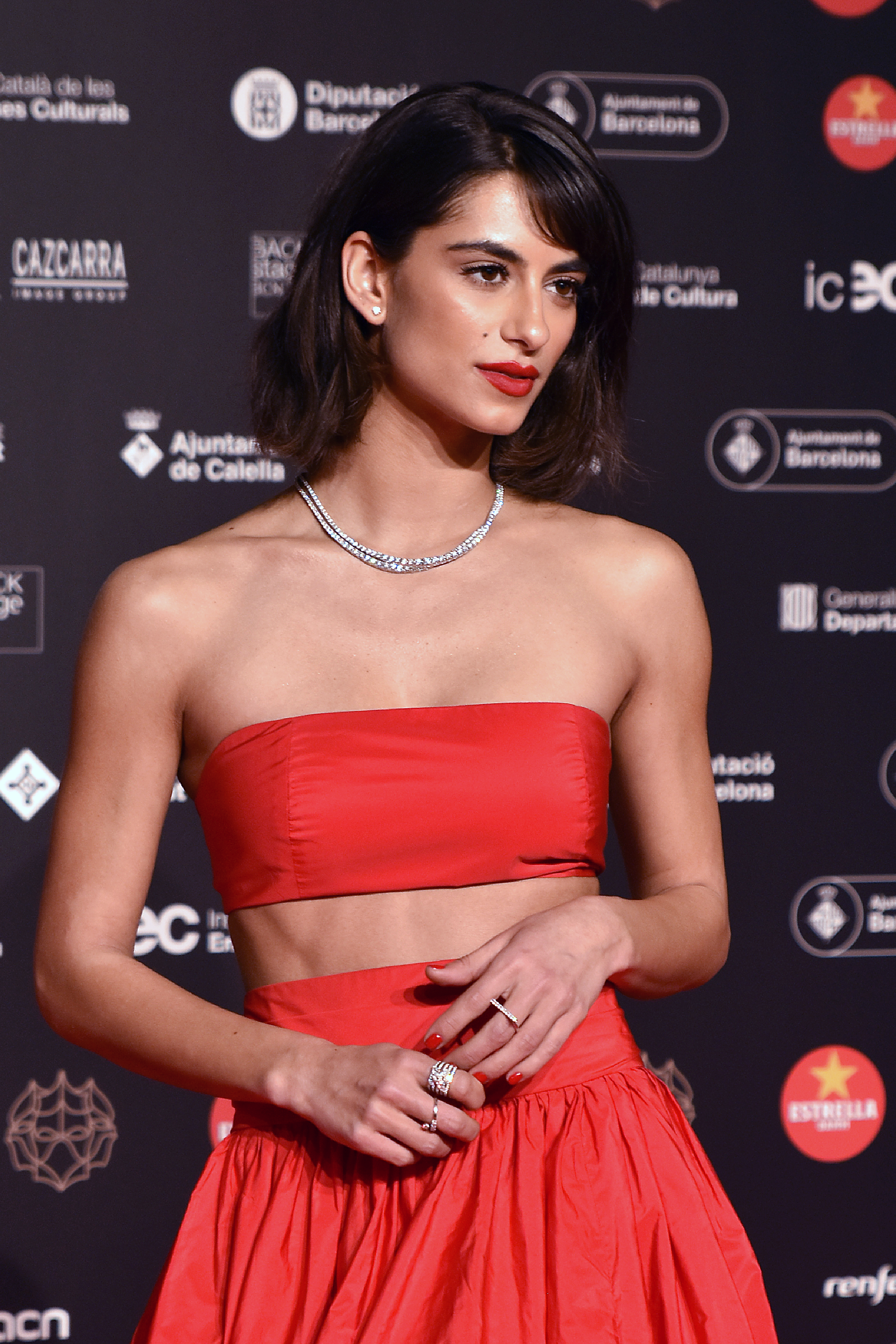
Begoña Vargas, 2020

Begoña Vargas López (* 8. Dezember 1999 in Madrid) ist eine spanische Schauspielerin.

## Leben und Karriere
Begoña Vargas wurde am 8. Dezember 1999 in Madrid geboren. Ihr Debüt gab sie 2016 in der Fernsehserie Centro Médico. Anschließend trat sie 2017 in Paquita Salas, auf. Ihren Durchbruch hatte sie 2018 in La otra mirada. Unter anderem wurde Vargas 2019 für die Serie Boca Norte gecastet. Von 2019 bis 2020 bekam sie in High Seas die Hauptrolle. 2020 setzte sie ihre Karriere in dem Film 32 Malasana Street fort. Zwischen 2022 und 2023 spielte sie in Willkommen auf Eden die Hauptrolle.

## Filmografie
Filme
- 2020: Malasaña 32
- 2021: Las leyes de la frontera
- 2022: Centauro

Serien
- 2016: Centro médico
- 2018: Paquita Salas
- 2018–2019: La otra mirada
- 2019: Boca Norte
- 2019–2020: High Seas (Alta Mar)
- 2020–2023: Willkommen auf Eden (Bienvenidos a Edén)
- 2022: Disco Paraiso – Das Geheimnis von Almanzora (Paraíso)
- 2023: Berlín

## Auszeichnungen

### Nominiert
- 2022: 14th Gaudí Awards in der Kategorie „Beste Schauspielerin“[5]
- 2022: 30th Actors and Actresses Union Awards in der Kategorie „Beste Schauspielerin“[6]
- 2022: 42th Fotogramas de Plata in der Kategorie „Beste Schauspielerin“[7]